# Antirhea talaudensis
Antirhea talaudensis är en måreväxtart som beskrevs av Shu Miaw Chaw. Antirhea talaudensis ingår i släktet Antirhea och familjen måreväxter. Inga underarter finns listade i Catalogue of Life.